# Derek Taylor
Derek Taylor (Wirral, 7 mei 1932 - Sudbury, 8 september 1997) was een Britse journalist, schrijver, publicist en muziekproducent. Hij is vooral bekend als persvoorlichter van de Britse band The Beatles, met wie hij in 1964 en tussen 1968 en 1970 werkte, en is een van de weinige personen die de titel vijfde Beatle werd toegekend. Ook was hij hoofd publiciteit van het bedrijf Apple Corps, opgericht door The Beatles. Tevens was hij actief als publicist van Californische bands als The Byrds, The Beach Boys en The Mamas and the Papas. Hij was een belangrijk persoon in de Summer of Love en hielp met het organiseren van het Monterey Pop Festival. Hij wordt gezien als een van de bekendste publicisten van de rockmuziek uit de tweede helft van de jaren '60.
Na het uiteenvallen van The Beatles bleef hij vrienden met de bandleden. Zo was hij eindredacteur voor de autobiografie van gitarist George Harrison, I, Me, Mine, uitgebracht in 1980. Hij schreef nog meer boeken, waaronder As Time Goes By, The Making of Raiders of The Lost Ark, Fifty Years Adrift (In an Open Necked Shirt) en It Was Twenty Years Ago Today.

## Vroege carrière
Taylor begon zijn carrière als journalist op zeventienjarige leeftijd bij de lokale krant van zijn geboorteplaats Wirral. Hierna werkte hij voor een aantal kranten in Liverpool, voordat hij doorgroeide naar nationale kranten zoals de News Chronicle, de Sunday Dispatch en de Sunday Express. Sinds 1952 was hij columnist voor de Daily Express.

## The Beatles
Op 30 mei 1963 werd Taylor gevraagd om een recensie te schrijven van een concert van The Beatles. De redactie vroeg hem om de band af te kraken, aangezien deze gezien werd als tienerhype, maar Taylor vond het optreden goed en schreef in plaats hiervan een goede recensie. Korte tijd later ontmoette hij The Beatles en werd hij een vertrouwde journalist van de band. Zo was hij ghostwriter van een column van gitarist George Harrison, alhoewel Harrison later zelf de ideeën voor deze column aandroeg.
Begin 1964 werd Taylor door Brian Epstein, manager van The Beatles, aangenomen als persvoorlichter van de band. In deze functie was hij verantwoordelijk voor persberichten en verbindingspersoon tussen de media en de bandleden. Ook was hij korte tijd de persoonlijk assistent van Epstein en hielp hij met het schrijven van diens autobiografie A Cellarful of Noise. Tijdens de eerste tournee van The Beatles in de zomer van 1964 was hij nog altijd persvoorlichter van de band, maar na een ruzie met Epstein stopte hij met deze rol. Epstein wilde echter dat Taylor nog drie maanden voor de band bleef werken. Hierna ging hij aan de slag bij de Daily Mirror.

## Californië
In 1965 verhuisde Taylor met zijn familie naar Californië. Hier begon hij zijn eigen pr-bedrijf, waarmee hij verantwoordelijk was voor publicaties van de bands The Byrds, The Beach Boys, Paul Revere & the Raiders en The Mamas and the Papas. Hij paste nieuwe strategieën toe bij het promoten van deze bands. Zo zette hij The Byrds neer als de Amerikaanse tegenhanger van The Beatles, en omschreef hij Beach Boys-lid Brian Wilson als een "muzikaal genie". Met zijn connecties in Engeland zorgde hij ervoor dat het Beach Boys-album Pet Sounds door de Britse pers werd geprezen, terwijl dat in de Verenigde Staten in mindere mate gebeurde. Ook populariseerde hij de term "pocket symphony", dat hij gebruikte om het Beach Boys-nummer "Good Vibrations" te omschrijven; dit is een term waarmee een nummer met meerdere secties wordt bedoeld.
In juni 1967 hielp Taylor met de organisatie van het Monterey Pop Festival; hij was de publicist en woordvoerder van het evenement. In de herfst van 1967 was hij een aantal weken radio-dj op KRLA, het lokale station van Pasadena. Ondanks zijn verhuizing naar de Verenigde Staten bleef hij verbonden met The Beatles: George Harrison schreef "Blue Jay Way" tijdens een bezoek aan Taylor in 1967.
Taylor was belangrijk in de vroege carrière van Harry Nilsson. Hij hoorde diens nummer "1941" op de radio, waarop hij 25 kopieën van zijn album Pandemonium Shadow Show kocht en deze uitdeelde aan andere medewerkers binnen de muziekindustrie. Hieronder vielen ook alle vier de Beatles, die hem uitnodigden om naar Londen te komen. Nilsson werkte vaak samen met John Lennon en Ringo Starr en raakte met ze bevriend. In 1973 was Taylor actief als muziekproducent voor Nilssons album A Little Touch of Schmilsson in the Night.

## Terugkeer bij The Beatles
In april 1968 keerde Taylor op aandringen van Harrison terug naar Engeland om weer voor The Beatles te gaan werken. Hij werd persvoorlichter voor hun nieuwe bedrijf Apple Corps en overzag in augustus 1968 de lancering van het platenlabel Apple Corps. Ter promotie van dit label stuurde hij een aantal kopieën van de nieuwe Beatles-single "Hey Jude" naar Koningin Elizabeth II, de koningin-moeder en premier Harold Wilson. Ondanks zijn inspanningen voor de band had hij regelmatig ruzie met Paul McCartney. Wel hielp hij met het schrijven van teksten voor twee nummers die op het White Album zouden verschijnen, "Happiness Is a Warm Gun" en "Savoy Truffle", alhoewel hij niet als schrijver van deze nummers werd vermeld.
Tussen 1968 en 1970 had Taylor een grote rol in Apple Corps. Hij was verantwoordelijk voor een aantal grote reclamecampagnes van de band en voor andere artiesten die onder contract stonden bij Apple Records. Ook hielp hij met de campagne voor wereldvrede van Lennon en Yoko Ono uit 1969; hij werd hiervoor genoemd in Lennons nummer "Give Peace a Chance". Datzelfde jaar werd Allen Klein de manager van Apple Corps, waarna het reclamebudget voor de band drastisch werd teruggeschroefd. Desondanks bleef Taylor een populair figuur in de muziekindustrie.
Aan het eind van 1970, na het uiteenvallen van The Beatles, vertrok Taylor bij Apple Corps. Hij was langer actief dan de meeste andere belangrijke werknemers van het bedrijf, iets dat te danken was aan zijn goede relatie met Lennon, Harrison en Starr.

## Na The Beatles
Na Apple Corps ging Taylor aan de slag bij het nieuwe Britse platenlabel WEA, wat later overging in de Warner Music Group. Bij dit bedrijf was hij actief als "directeur van speciale projecten" en werkte in deze hoedanigheid met The Rolling Stones, Yes, America, Neil Young, Vivian Stanshall, Carly Simon en Alice Cooper. Ook produceerde hij twee albums van jazzzanger George Melly en zorgde voor zijn comeback. Verder zorgde hij ervoor dat de bands Deaf School en Rhead Brothers een contract met het label tekende. Naast zijn werk voor WEA was hij in 1973 actief als producent van het album A Little Touch of Schmilsson in the Night van Harry Nilsson.
Halverwege de jaren '70 keerde Taylor terug naar de Verenigde Staten en werkte hij als vicepresident van de marketingafdeling van Warner Bros. Records. Hij had een belangrijke rol in de acquisitie van het project The Rutles. Hij hield toezicht op de wereldwijde marketingcampagne van het album The Rutles en de televisiefilm All You Need Is Cash. In 1978 verliet hij Warner. Gedurende zijn verblijf in Amerika bleef hij vrienden met Harrison en Lennon.
In het begin van de jaren '80 verhuisde Taylor terug naar Engeland, omdat hij zich in de Verenigde Staten niet op zijn plek voelde. In deze tijd was hij co-auteur van boeken van onder meer Michelle Phillips en Steven Spielberg. Ook werkte hij met HandMade Films, de filmproductiemaatschappij van Harrison. In januari 1988 werden The Beatles geïntroduceerd in de Rock and Roll Hall of Fame. Tijdens de inductie noemde Harrison de namen van Taylor en Neil Aspinall als de enige twee personen die recht zouden hebben op de titel van de vijfde Beatle. Aan het begin van de jaren '90 keerde Taylor terug bij Apple Corps en werd hij gevraagd om een aantal projecten die voor dat decennium gepland stonden te overzien. Hieronder vielen onder meer een cd met materiaal die The Beatles niet bij Apple hadden uitgebracht, het livealbum Live at the BBC en compilatiealbums uit het project The Beatles Anthology.

## Auteur
Taylor schreef een aantal boeken. In 1973 schreef hij zijn informele memoires onder de titel As Time Goes By. In 1978 en 1979 hielp hij Harrison met diens autobiografie I, Me, Mine, dat in 1980 verscheen. In 1981 was hij aanwezig op de set van de film Raiders of the Lost Ark, waar hij het boek The Making of Raiders of The Lost Ark over schreef. In december 1983 verscheen zijn eigen autobiografie Fifty Years Adrift, waarvan slechts tweeduizend kopieën gedrukt werden.
In 1987 schreef Taylor het boek It Was Twenty Years Ago Today over de twintigste verjaardag van het Beatles-album Sgt. Pepper's Lonely Hearts Club Band. In dit boek werd ook de algehele Summer of Love beschreven. In juni 1990 werd zijn boek As Time Goes By: Living in the Sixties (Rock and Roll Remembrances Series No 3) gepubliceerd. In 1995 kwam What You Cannot Finish and Take a Sad Song uit ter promotie van de documentaire The Beatles Anthology, waar Taylor uitgebreid voor werd geïnterviewd. In 1999 verscheen postuum het boek Beatles. In 2001 kwam tevens de cd Here There and Everywhere: Derek Taylor Interviews The Beatles uit.

## Overlijden
Op 8 september 1997 overleed Taylor op 65-jarige leeftijd aan keelkanker in zijn huis in Sudbury. Hij liet zijn vrouw, met wie hij sinds 1958 was getrouwd, en zes kinderen achter. Hij werkte destijds nog steeds voor Apple en hielp met het schrijven voor het boek The Beatles Anthology. Op 12 september werd hij begraven; zijn begrafenis werd bijgewoond door familie en vrienden als Harrison, Aspinall, Michael Palin, Neil Innes en Jools Holland.
In 2013 onthulde Fleetwood Mac-zangeres Stevie Nicks dat zij aan het eind van de jaren '70 korte tijd een affaire had met Taylor, en dat zij het nummer "Beautiful Child" van het album Tusk over hem heeft geschreven.